# Ophoven
Ophoven ist ein Ortsteil der Stadt Wassenberg im Kreis Heinsberg in Nordrhein-Westfalen, direkt an der Grenze zu den Niederlanden, etwa 15 km von Roermond und 25 km von Mönchengladbach entfernt.

## Geographie
Ophoven liegt in der Rurniederung ca. 33 m ü. NN. Sande und Kiese werden im Grundwasserbereich abgebaggert. Gewässer sind die Rur im Westen, Altarme der Rur und Baggerseen im Südosten.

## Geschichte

### Ortsname

Alte Schule und ehemaliger Kindergarten

Der Ortsname ist von der niederfränkischen Bezeichnung Op de Höv, was auf den Höfen bedeutet, abgeleitet. Zur damaligen Zeit war dies eine geläufige Bezeichnung für eine Ansiedlung von Gutshöfen. Alte Lehnsverzeichnisse der Mannkammer Wassenberg beweisen, dass sich in der Gemarkung des heutigen Ophovens 5 Höfe befunden haben müssen: Der Water Hof im Norden, der Behrens Hof in der Mitte des heutigen Dorfes, im Osten der Schaphauser Hof, in südöstlicher Richtung der Nauen Hof und schließlich im Süden am Rande der Gemarkung Ophoven das Gut Wielack, das noch heute besteht. Bis auf letzteren, sind alle anderen Höfe heute verschwunden, teils durch Abbruch, teils durch Großbrände.

### Entstehung
Das genaue Gründungsdatum Ophovens lässt sich kaum festlegen. Aus den meisten Schriftstücken geht hervor, dass zwischen 1191 und 1196 ein Otto von Born bei Sittard den Ordensfrauen der Zisterzienserin Herkenrode einen an den Ufern der Rur gelegenen Schaphauser Hof stiftete. Die Schenkung des Rottzehnten im Dekanat Wassenberg wurde dem Kloster oft streitig gemacht. Dieser wurde jedoch nach dem Tod Otto von Borns von seiner Witwe Petronella und deren gemeinsamen Sohn bestätigt. Dort gründete die spätere Äbtissin von Herkenrode Jutta von Wassenberg und Herzogin von Limburg 1197 ein Filialkloster zum Kloster Cîteaux mit einer Klosterkirche, die heute noch Anziehungspunkt der besonderen Marienverehrung ist.
Aus einer Urkunde von 1202 geht hervor, dass in dem Kloster „Op Hoven“ zunächst sowohl Nonnen als auch Mönche lebten. Mönche vermutlich um die groben Wald- und Feldarbeiten zu verrichten und den Bau der Kirche voranzutreiben. Die Mönche scheinen aber um 1232 nicht mehr im Kloster gelebt zu haben, da eine Urkunde nur noch von „Konventualinnen“ berichtet. Der Lütticher Bischof Albert von Cuyk und andere Herrschaften beschenkten die Klosterneugründung reichlich mit Geld und Wertgegenständen. Dieses reiche Kloster zog Siedler an, die hier in wirtschaftlicher Sicherheit arbeiteten, beteten und leben konnten. Dies war auch der eigentliche Grund der Klostergründungen zu damaliger Zeit, denn sie dienten der Kolonisation. Zur Klosteranlage gehörten: Neben der Kirche, ein Unterkunftsbereich für Mönche, Nonnen und Gesinde, ein Wirtschaftsgebäude nebst Stallungen sowie eine Klostermühle. Der Grundbesitz umfasste 450 Morgen Land. 1823 wird der Schaphauser Hof abgerissen, der ehemalige Klosterbereich existiert somit nicht mehr.

### Kriegseinwirkungen
Unmittelbar vor Ausbruch des Zweiten Weltkrieges am 1. September 1939 wurde die Bevölkerung mit Luftschutzmaßnahmen (Gasmasken, Luftschutzkeller) konfrontiert. In der Nacht zum Pfingstsonntag 1940 wurde Ophoven zum ersten Mal von alliierten (englischen) Bombern überflogen. Die ersten Bomben fielen bei der Verfolgung durch deutsche Jagdflieger auf dem alten Sportplatz an der Mühlenstraße. In den ersten Septembertagen 1944 kam die Kriegsfront von Westen, die sich durch die Landung der Alliierten Truppen im Juni 1944 fortlaufend nach Osten wandte, auch in den hiesigen Raum, am 14. September 1944 wird die Bevölkerung zur Evakuierung aufgefordert. Die Granateinschläge der alliierten Truppen wurden ab Mitte Februar 1945 immer häufiger, so dass die Ophovener Kirche am 25. Februar durch mehrere Granateinschläge schwer beschädigt wurde. Am 28. Februar 1945 überrollte die Front Ophoven und es wurde durch amerikanische Truppen besetzt. Die Bilanz des Krieges aus Ophovener Sicht: 24 Tote, davon 17 gefallene Soldaten und 7 Zivilopfer.

### Eingemeindung
Am 1. Januar 1972 wurde die bis dahin selbständige Gemeinde Ophoven durch das Aachen-Gesetz nach Wassenberg eingegliedert.

### Hochwasser 2021
Im Zuge des Hochwassers in West- und Mitteleuropa 2021 wurde die gesamte Ortschaft am 16. Juli 2021 nach einem Dammbruch evakuiert.

## Kirche

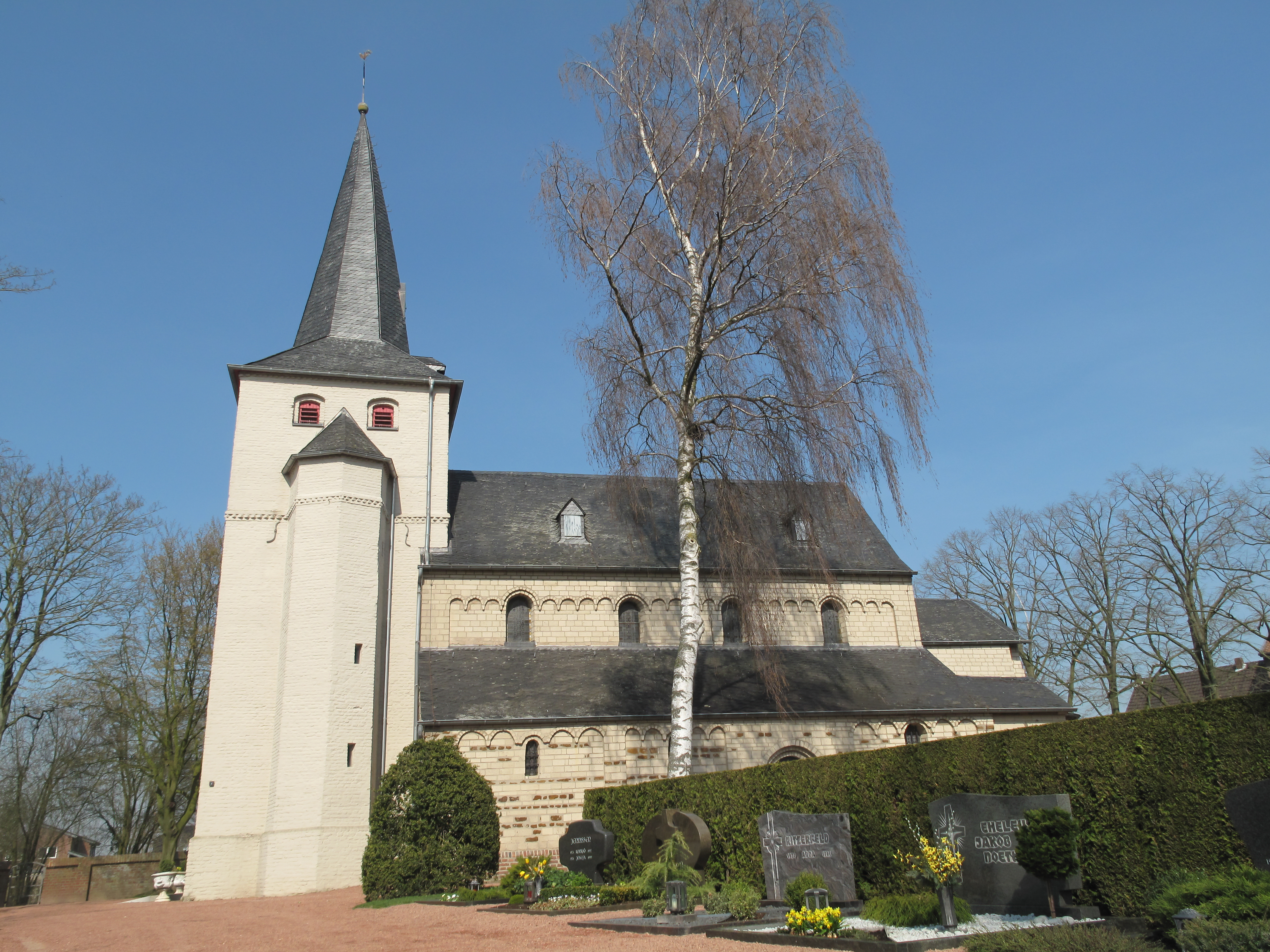
Ophoven, Wallfahrtskirche

Die Kirche St. Mariä Himmelfahrt ist eine römisch-katholische Wallfahrtskirche. Der Großteil der romanischen dreischiffigen Pfeilerbasilika wurde im 12. Jahrhundert errichtet.

## Verkehr

### Bahn
Der nächste Bahnhof mit Anschluss nach Aachen ist Heinsberg (Rheinl). Außerdem besteht in Erkelenz Anschlüsse nach Aachen und Dortmund über Mönchengladbach und Düsseldorf.

### Busverkehr
Die AVV-Buslinie 405 der WestVerkehr verbindet Ophoven wochentags mit Wassenberg, Erkelenz und Heinsberg. Abends und am Wochenende kann der MultiBus angefordert werden.
| Linie | Verlauf |
| ----- | --- |
| 405   | Erkelenz Bf – (Erkelenz ZOB –) (Grambusch – Schwanenberg – Gerderhahn –) Gerderath – Myhl – Wassenberg – Birgelen – Schloss Elsum – Effeld – Steinkirchen – Ophoven – Kempen – Karken – Heinsberg Busbf (– Heinsberg Agentur für Arbeit) |

### Auto
Ophoven liegt nur wenige Kilometer von der Anschlussstelle Hückelhoven-West der A 46 entfernt. Nur wenige Kilometer von der Ortschaft liegt die Landesstraße L 117, welche Richtung Niederlande (Vlodrop) beziehungsweise Richtung Hückelhoven führt, sowie die Bundesstraße B 221, die Richtung Aachen bzw. Niederkrüchten (A 52) führt.

## Infrastruktur
Bis zum Jahre 2009 gab es in Ophoven einen städtischen Kindergarten. Im Zuge einer Zusammenlegung der Kindergärten mit dem Ortsteil Effeld entstand im Ortsteil Steinkirchen, der zwischen Ophoven und Effeld liegt und offiziell zu Effeld gehört, eine neue Kindertagesstätte. Heute ist im ehemaligen Kindergarten eine Ausstellung der Familie Caron mit 1300 Nikoläusen und Weihnachtsmännern untergebracht.

## Medien
In Ophoven gibt es zwei Tageszeitungen: Die Heinsberger Zeitung aus dem Aachener Zeitungsverlag sowie die Rheinische Post mit einem Erkelenzer Lokalteil.
Seit 2007 gibt es kein NRW-Lokalradio im Kreis Heinsberg mehr. Welle West sendete ehemals auf UKW 98,3. Stattdessen berichtet der deutschsprachige Sender 100,5 DAS HITRADIO. aus Eupen über das Geschehen in und um Ophoven.

## Auszeichnungen

Auszeichnung 1. Preis

Die erste Goldplakette „Unser Dorf hat Zukunft“ auf Landes- und Bundesebene ging nach Ophoven.
Unter dem Motto „Unser Dorf soll schöner werden“ wurde im Frühjahr 1961 vom Bundesminister für Ernährung, Landwirtschaft und Forsten ein Wettbewerb ausgeschrieben, um das schönste Dorf in jedem Bundesland zu ermitteln. Auf Landesebene erreichte Ophoven den ersten Platz. Die Goldplakette wurde vom damaligen Landesminister Gustav Niermann persönlich überreicht.
Aber nicht nur auf Landesebene, sondern auch bei einem späteren Wettbewerb auf Bundesebene, bei dem alle Siegergemeinden teilnehmen durften, gewann Ophoven die Goldplakette. In Anwesenheit des damaligen Bundespräsidenten Dr. Heinrich Lübke überreichte der Bundesminister Werner Schwarz bei einer Feierstunde in der Beethovenhalle in Bonn die Goldplakette an Bürgermeister Caron aus Ophoven.
2008 gab es für den Wettbewerb nun die Silberplakette.
Im Jahr 2011 bekam Ophoven die silberne Auszeichnung und einen zusätzlichen Preis für Kulturelle Entwicklung.

## Politik
Bürgermeister von Wassenberg (hierzu gehört der Stadtteil Ophoven) ist Marcel Maurer (CDU), Ortsvorsteher von Ophoven ist Ingo Caron.

## Regelmäßige Veranstaltungen
- Oktav-Marienwallfahrt St. Mariä
- „Bleekfest“ (abgeleitet aus dem Plattdeutschen: Bleek = Bleiche; die Wiese vor dem ehemaligen Kindergarten diente einst als Bleiche für die Wäsche) auf der Wiese vor dem ehemaligen Kindergarten im Wechsel mit der „Benden-Party am See“ an der Rong Kull im Monat August

## Persönlichkeiten
- Gerhard Esser (1860–1923), Theologe und Hochschullehrer